# Herrarnas 5 000 meter i hastighetsåkning på skridskor vid olympiska vinterspelen 1952
Herrarnas 5 000 meter i hastighetsåkning på skridskor vid olympiska vinterspelen 1952 var en del av skridskoprogrammet vid de olympiska spelen. Tävlingen avgjordes söndag den 17 februari på Bislett stadion klockan 16 
Trettiofem skridskoåkare från tretton nationer deltog.

## Medaljörer
| Guld                   | Silver                      | Brons               |
| Hjalmar Andersen Norge | Kees Broekman Nederländerna | Sverre Haugli Norge |

## Rekord
Dessa rekord (i minuter) gällde inför spelen.
| Världsrekord     | 8:07,3 (*)  | Hjalmar Andersen | Trondheim, Norge                 | 13 januari 1951  |
| Världsrekord     | 8:03,7 (**) | Nikolaj Mamonov  | Medeo, Sovjetunionen             | 23 januari 1952  |
| Olympiskt rekord | 8:19,6      | Ivar Ballangrud  | Garmisch-Partenkirchen, Tyskland | 12 februari 1936 |

(*) Rekordet noterat ble naturis.
(**) Rekordet blev inte erkänd före ISU-kongresset år 1955. Denna blev noterat på höghöjdsbana (minst 1 000 meter över havet) och på naturis.
Hjalmar Andersen satta nytt olympiskt rekord med 8:10,6 sekunder.

## Resultat
Nikolaj Mamonov som satta en snabbare tid än den gällande världsrekord (senare erkänd som världsrekord) deltog inte som Sovjetunionen inte deltog i de olympiska spelen före år 1956.
| Placering | Idrottare            | Land           | Tid    | Noteringar |
| --------- | -------------------- | -------------- | ------ | ---------- |
| 1         | Hjalmar Andersen     | Norge          | 8:10,6 | (OR)       |
| 2         | Kees Broekman        | Nederländerna  | 8:21.6 |            |
| 3         | Sverre Ingolf Haugli | Norge          | 8:22,4 |            |
| 4         | Anton Huiskes        | Nederländerna  | 8:28,5 |            |
| 5         | Wim van der Voort    | Nederländerna  | 8:30,6 |            |
| 6         | Carl-Erik Asplund    | Sverige        | 8:30,7 |            |
| 7         | Pentti Lammio        | Finland        | 8:31,9 |            |
| 8         | Arthur Mannsbarth    | Österrike      | 8:36,3 |            |
| 9         | Wiggo K. Hanssen     | Norge          | 8:37,2 |            |
| 10        | Yoshiyasu Gomi       | Japan          | 8:38,6 |            |
| 11        | Göthe Hedlund        | Sverige        | 8:39,2 |            |
| 12        | Matti Tuomi          | Finland        | 8:40,0 |            |
| 13        | Kauko Salomaa        | Finland        | 8:40,1 |            |
| 14        | Sigge Ericsson       | Sverige        | 8:40,6 |            |
| 15        | Kazuhiko Sugawara    | Japan          | 8:44,4 |            |
| 16        | Norman Holwell       | Storbritannien | 8:44,5 |            |
| 17        | John Hearn           | Storbritannien | 8:47,0 |            |
| 18        | John Wickström       | Sverige        | 8:47,2 |            |
| 19        | Egbert van 't Oever  | Nederländerna  | 8:47,6 |            |
| 20        | Yngvar Karlsen       | Norge          | 8:48,2 |            |
| 21        | Ferenc Lőrincz       | Ungern         | 8:51,2 |            |
| 22        | Kalevi Laitinen      | Finland        | 8:52,4 |            |
| 23        | Craig MacKay         | Kanada         | 8:52,5 |            |
| 24        | Pat McNamara         | USA            | 8:53,4 |            |
| 25        | Ralf Olin            | Kanada         | 8:54,2 |            |
| 26        | József Merenyi       | Ungern         | 8:56,6 |            |
| 27        | Theo Meding          | Tyskland       | 8:57,4 |            |
| 28        | Colin Hickey         | Australien     | 8:57,6 |            |
| 29        | Ken Henry            | USA            | 8:59,9 |            |
| 30        | Franz Offenberger    | Österrike      | 9:03,0 |            |
| 31        | Bill Jones           | Storbritannien | 9:03,7 |            |
| 32        | Konrad Pecher        | Österrike      | 9:04,9 |            |
| 33        | Chuck Burke          | USA            | 9:06,4 |            |
| 34        | Al Broadhurst        | USA            | 9:09,2 |            |
| 35        | Pierre Huylebroeck   | Belgien        | 9:34,4 |            |